# Tribune Publishing
Tribune Publishing Company (TPCO) est une entreprise de média issue de la scission de Tribune Media en 2014 ayant eu pour dénomination Tronc, Inc.

## Histoire
En septembre 2017, Tronc (actuellement dénommée Tribune Publishing Company) annonce l'acquisition de New York Daily News à Mortimer Zuckerman.
En février 2018, Tronc annonce la vente du Los Angeles Times, ainsi que du San Diego Union-Tribune à Patrick Soon-Shiong pour 500 millions de dollars.
En octobre 2018, la société change sa dénomination pour devenir la Tribune Publishing Company (TPCO).